# Trịnh Bính
Trịnh Bính (30 tháng 6 năm 1670 - 3 tháng 2 năm 1703) là một thế tử trong phủ chúa Trịnh dưới thời Lê Trung Hưng trong lịch sử Việt Nam, tuy nhiên đã qua đời trước khi được truyền ngôi chúa Trịnh.

## Cuộc đời
Trịnh Bính chào đời ngày 30 tháng 6 năm 1670 dưới triều Lê Huyền Tông. Khi đó tằng tổ phụ của ông là Tây Định vương Trịnh Tạc còn tại vị. Ông là con trai trưởng của Lương Mục vương Trịnh Vịnh, mẹ là bà Huệ phi Nguyễn Thị Ngọc Truệ, người làng Lạc Nhuế (huyện Yên Phong). Thuở nhỏ ông được người thiếp của tổ phụ (Trịnh Căn) là bà Thục phi Nguyễn Thị Ngọc Phụng, người xã Quang Lãm (huyện Thanh Trì) nuôi dưỡng.
Năm 1681, khi Trịnh Bính vừa được 11 tuổi thì cha ông là Lương Mục vương Trịnh Vịnh qua đời. Năm sau (1682), Định Nam vương Trịnh Căn lên nối ngôi của Trịnh Tạc. Trịnh Bính khi đó có thân phận cháu đích tôn, nhưng vì còn nhỏ tuổi nên không có quyền kế vị, mà ngôi thế tử thuộc về người chú là Mưu quốc công Trịnh Bách. Tuy nhiên đến năm 1688, Trịnh Bách cũng mất. Trịnh Bính lúc đó đã lớn nên được chọn là thế tử kế thừa Vương vị. Ông được phong tiết chế các doanh quân thủy, quân bộ các xứ, kiêm giữ cả chính quyền, chức thái úy, tước Tấn quốc công, mở phủ Dực quốc.
Bấy giờ Hồng lô tự khanh Vũ Thạnh làm tư giảng cho Trịnh Bính, thường đem việc người trong nội phủ xin xỏ gửi gắm về kiện tụng nói với Bính; Bính đem việc ấy nói với chúa; chúa bèn bãi chức Vũ Thạnh.
Ngày 3 tháng 2 năm 1703 dưới triều vua Lê Hi Tông, thế tử Trịnh Bính quy thiên, hưởng dương 33 tuổi. Ông được tôn phong chức Tham tể Thượng tướng công, tiến phong Anh Minh Thông Tuệ Triết Văn Tích Thiện Bồi Cơ Dị Mưu Du Hậu Tấn Quang vương, tên thụy là Vỹ Khánh, lăng ở xã Phú (huyện Thuần Lộc). Bấy giờ con trai của ông là Trịnh Cương còn nhỏ, chúa tuổi đã cao mà ngôi thừa tự vẫn chưa ổn định, bèn triệu bồi tụng Nguyễn Quý Đức vào hỏi. Quý Đức nói:
Trọng trách trông coi việc nước, vỗ về quân lính, phải thuộc về người chắt trưởng, xin định ngay danh phận, để cắt đứt sự dòm ngó.
Chúa lại hỏi Đặng Đình Tướng, Đình Tướng cũng trả lời y như vậy, lúc đó ý chúa mới quyết phong cho Trịnh Cương làm Khâm sai Tiết chế các xứ thủy bộ mọi dinh kiêm giữ việc nước, hàm Thái úy An quốc công, mở phủ Lý quốc, về sau nối ngôi, chính là Hi Tổ Nhân vương.
Năm 1711, Trịnh Cương nhân danh Dụ Tông hoàng đế, tiến phong ông là Trịnh Vịnh làm Lương Mục vương, cha là Trịnh Bính làm Tấn Quang vương, thờ ở cung miếu tổ tiên họ Trịnh. Về việc này, có người khuyên chỉ nên lập miếu riêng mà thờ thôi, nhưng Nguyễn Quý Đức nói:
Hai tước vương đều là chính tông đích trưởng, thờ ở cung miếu, thì thuận lý hơn.
Về sau dưới thời chúa Trịnh Doanh, Trịnh Bính được thờ phụng ở hữu miếu.

## Gia quyến
- Tổ phụ: Trịnh Căn
- Cha: Trịnh Vịnh
- Mẹ: Huệ phi Nguyễn Thị Ngọc Tuệ
- Phu nhân

1. Chính thất: Ôn Dung Chính phi Trần Thị Ngọc Nhiên, con gái Hộ bộ Tả thị lang, Liêm quận công Trần Đăng Doanh.
2. Thứ thất: Từ Tuyên Thái phi Trương Thị Ngọc Chử, người huyện Gia Lạc. Sinh ra Trịnh Cương và hai quận chúa Trịnh Thị Ngọc Thung,Trịnh Thị Ngọc Cơ. Em trai bà là Thiêm quận công Trương Nhưng.
3. Thứ thất: Từ Thạc Thứ phi Ngọc Hội (không rõ họ), tặng phong là Huệ nga.
4. Thứ thất: Thượng dung viện Thượng dung Nguyễn Thị Huệ, tặng phong là Thượng mục viện Thượng mục, thụy Từ Mục

- Con trai

1. Suy trung Dực vận Tán trị Công thần, quan Tiền hòa Quân doanh Đô đốc phủ Tả đô đốc Phó đô tướng Trưởng phủ sự Đại Tư đồ Quốc lão Doãn trung công Trịnh Đạc (? - 1764). Con của Từ Thạc Thứ phi Ngọc Hội. Tuy ông là con trai cả, lớn tuổi hơn cả đức Hy Tổ Trịnh Cương, nhưng vì có mẹ xuất thân không sang, nên không được chọn làm người kế thừa ngôi Chúa.
2. Hi Tổ Nhân vương Trịnh Cương, con của Từ Tuyên Thái phi họ Trương.
3. Hữu đô đốc Phó tướng, Tuân quận công Trịnh Tự, mẹ là Thượng mục viện Nguyễn thị;
4. Suy trung Dực vận Tán trị Công thần, quan Tiền hòa Quân doanh Đô đốc phủ sự Đại Tư mã kiêm chức Tôn nhân phủ Tả tôn chính Đỉnh trọng công gia phong Túc công Trịnh Trụ;
5. Hữu đô đốc Phó tướng, Lộc quận công Trịnh Hành;
6. Hữu đô đốc Đồng tri Phó tướng, Kinh quận công Trịnh Khuê, mẹ là Thượng mục viện Nguyễn thị;
7. Đô đốc Đồng tri Phó tướng, Lộc quận công Trịnh Khôi;
8. Đô đốc thiêm sư Phó tướng, Hậu quân công Trịnh Bi
9. Thái bảo Phó tướng, Dực quận công Trịnh Đinh
10. Đô đốc thiêm sự Phó tướng, Tín quận công Trịnh Đôn.
11. Phó tướng Thân quận công, Trịnh Linh, xuất gia
12. Đô đốc đồng tri Phó tướng, Du quận công Trịnh Tăng.
13. Tả đô đốc Phó tướng, Tản quận công Trịnh Nhiêu.
14. Nội hữu đội đô Chỉ huy sứ ti Phó tướng, Khuông quận công Trịnh Hiệu.
15. Đô chỉ huy sứ Đồng tri Phó tướng, Cẩn quận công Trịnh Tuy.
16. Tả đô đốc Phó tướng, Khoa quận công Trịnh Thập.
17. Tả Hòa quận doanh đô đốc thiêm sự Phó tướng, Thự phủ sự, Thủy quận công, gia phong Thụy Trung công Trịnh Tân.

Con gái
1. Trưởng thượng quận công Trịnh Thị Ngọc Thung.
2. Quận chúa Trịnh Thị Ngọc Lan.
3. Quận chúa Trịnh Thị Ngọc Cơ.
4. Quận chúa Trịnh Thị Ngọc Anh (1692 - 1763). Lấy Thái bảo Huân quận công Đặng Đình Gián (1675 - 1745), có 1 con trai 4 con gái. Phả họ Đặng chép là Trưởng thượng Quận chúa Phương Nghiên.[4]
5. Quận chúa Trịnh Thị Ngọc Trạch.
6. Quận chúa Trịnh Thị Ngọc Khuy.
7. Quận chúa Trịnh Thị Ngọc An.
8. Quận chúa Trịnh Thị Ngọc Chư.
9. Quận chúa Trịnh Thị Ngọc Huỳnh.
10. Quận chúa Trịnh Thị Ngọc Hoàn.
11. Quận chúa Trịnh Thị Ngọc Mai.
12. Quận chúa Trịnh Thị Ngọc Bảng. Lấy Tổng binh Đồng tri Hiển Trung hầu Đặng Đình Quỳnh (1695 - 1765), có 3 con trai, 5 con gái. Phả họ Đặng gọi bà là Trưởng thượng quận chúa Xuân Nghiên, tên là Trịnh Thị Ngọc Phương.[5]
13. Quận chúa Trịnh Thị Ngọc Dung.
14. Quận quân Trịnh Thị Ngọc Nghiêu. Không được Trịnh Bính công nhận. Sau được chúa Trịnh Cương phong làm Quận quân, lấy Đạt Thọ hầu Mai Thế Yến.